# Teresa Ribera
Teresa Ribera Rodríguez, španska pravnica, profesorica in političarka; * 19. maj 1969, Madrid.
Ribera je od leta 2019 prva izvršna podpredsednica Evropske komisije za čisto, pravično in konkurenčno tranzicijo ter komisarka za konkurenčnost v drugi komisiji Ursule Von der Leyen.
Pred tem je bila od leta 2018 ministrica za ekološki prehod Španije v vladi Pedra Sáncheza. Leta 2020 je bila imenovana za četrto podpredsednico vlade, leta 2021 pa je napredovala v tretjo podpredsednico vlade.
Med letoma 2008 in 2011 je bila državna sekretarka za podnebne spremembe v drugi vladi premierja Joséja Luisa Rodrígueza Zapatera. Med letoma 2014 in 2018 je bila direktorica Inštituta za trajnostni razvoj in mednarodne odnose s sedežem v Parizu.
Ribera je sicer diplomirala iz pravnih študij na Univerzi Complutense v Madridu, z nadaljnjim študijem na Centru za ustavne študije pa je pridobila še eno diplomo iz ustavnega prava in politologije.